# Новоголованевск
Новоголованевск (укр. Новоголованівськ) — село в Голованевской поселковой общине Голованевского района Кировоградской области Украины.
Почтовый индекс — 26542. Телефонный код — 5252. Занимает площадь 0,324 км². Код КОАТУУ — 3521487003.